# Direito de guerra

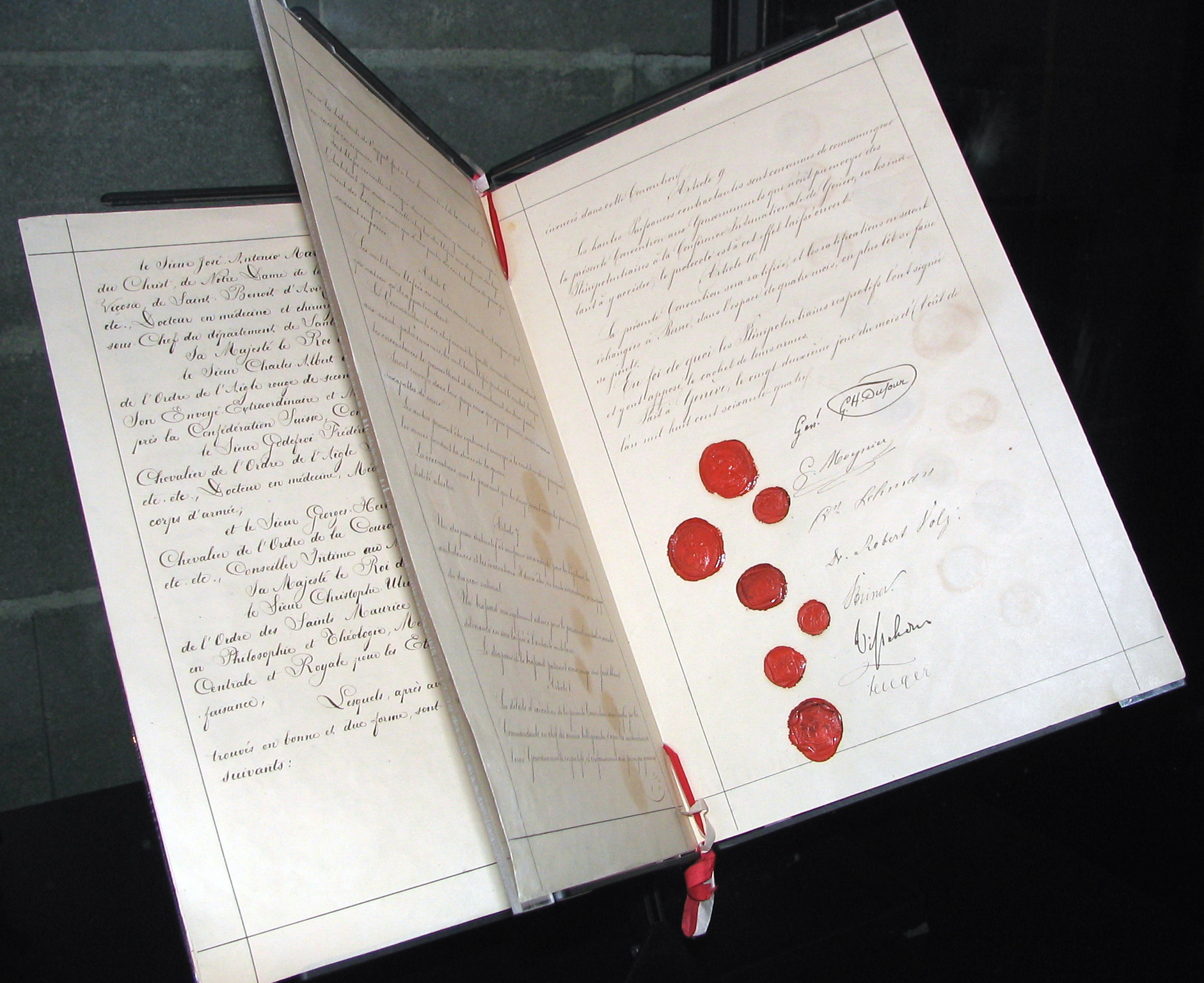
A primeira Convenção de Genebra, assinada em 1864, referente aos combatentes feridos e doentes.

Direito de guerra ou leis da guerra é uma área do direito que regula justificativas aceitáveis para entrar em guerra (jus ad bellum) e sobre os limites da conduta aceitável durante uma guerra (jus in bello). O direito de guerra faz parte do direito internacional público.
Entre outras questões, o direito de guerra moderno refere-se à declarações de guerra, à aceitação de rendição e ao tratamento de prisioneiros de guerra, à necessidade militar, incluindo os aspectos de distinção e proporcionalidade, e à proibição de armas que possam causar sofrimento desnecessário.

## História
As tentativas de definir e regulamentar a conduta dos indivíduos, nações e outros agentes na guerra, e de atenuar os piores efeitos dos conflitos armados têm uma longa história. Os primeiros casos conhecidos são encontrados no Antigo Testamento. Deuteronômio 20,19-20 limita o montante de danos colaterais e danos ambientais aceitáveis. Da mesma forma, Deuteronômio 21,10-14 exige que mulheres cativas tenham tratamento humano.
No início do século VII, o primeira califa, Abacar, instruindo seu exército, estabeleceu as regras relativas à guerra: não mutilar corpos mortos, nem matar crianças, nem mulheres, homens idosos ou sacerdotes. Não causar danos às árvores, especialmente as  frutíferas, e não matar nenhum inimigo para poupar alimento.
Estas regras foram postas em prática durante as primeiras conquistas dos muçulmanos nos séculos VII e VIII. Após a expansão do Califado, a partir do século IX, os tratados de direito islâmico internacional incluíam a aplicação de jurisprudência militar, contendo disposições sobre o tratamento de diplomatas, reféns, refugiados e prisioneiros de guerra, direito de asilo, conduta no campo de batalha, protecção a mulheres, crianças e não combatentes civis, contratos através das linhas de batalha, o uso de armas envenenadas  e devastação do território inimigo. Estas leis foram postas em prática pelos muçulmanos durante as Cruzadas, principalmente por Saladino e o sultão Camil. Depois que Camil venceu os francos, Olivário Escolástico elogiou as leis islâmicas de guerra, comentando que Camil fornecera alimentos ao exército franco derrotado.
"Quem poderia duvidar que tal bondade, amizade e caridade vinha de Deus? Homens cujos parentes, filhos e filhas, irmãos e irmãs, tinham morrido em agonia nas nossas mãos, cujas terras havíamos tomado, a quem tínhamos expulsado, nus, de suas casas, ressucitaram-nos com sua própria comida quando estávamos morrendo de fome, e nos inundaram com sua bondade enquanto ainda estávamos em seu poder."
Na Europa medieval, a Igreja Católica também começou a propagar ensinamentos de guerra justa, o que se reflete em certa medida, em movimentos como o Paz e da Trégua de Deus, no século XI. A tendência a restringir o alcance da guerra e, especialmente, proteger a vida e a propriedade de não combatentes continuou com Hugo Grotius e suas tentativas para escrever as leis de guerra.